# Юрино (Вичугский район)
Юрино — деревня в Вичугском районе Ивановской области. Входит в состав Сошниковского сельского поселения.

## География
Находится в северо-восточной части Ивановской области на расстоянии приблизительно 4 км на восток по прямой от районного центра города Вичуга.

## История
В 1872 году здесь (тогда деревня Кинешемского уезда Костромской губернии) было учтено 42 двора, в 1907 году — 45.

## Население
Постоянное население составляло 240 человек (1872 год), 168 (1897), 255 (1907), 57 в 2002 году (русские 98 %), 40 в 2010.